# 18-й Миссисипский пехотный полк
18-й Миссисипский пехотный полк (18th Mississippi Infantry Regiment) — представлял собой один из миссисипских пехотных полков армии Конфедерации во время Гражданской войны в США. Полк прошёл многие сражения гражданской войны на востоке от первого сражения при Булл-Ран до капитуляции при Аппоматтоксе, а также несколько сражений на западе, сражаясь при Чикамоге и под Чаттанугой. С ноября 1861 и до конца войны полком командовал полковник Томас Гриффин.

## Формирование
Полк был сформирован в Коринфе, Миссисипи, в лагере Кэмп-Кларк. Рота I была принята на службу штата 23 мая 1861, роты A, D, и K — 24 мая, рота С — 28 мая, роты В и Е — 29 мая, рота F — 30 мая, а роты G и Н — 4 июня. 7 июня 1861 года полк был принят на службу в армию Конфедерации. Капитан Бёрт, командир роты К, был выбран полковником, подполковником стал Томас Гриффин, а капитан Бэлфор, капитан роты I, стал майором.

## Боевой путь
10 июня полк был направлен к Манассасу и 18 июня прибыл в Кэмп-Уокер, где был сведён с 17-м миссисипским и 5-м Южнокаролинским в бригаду под командованием Дэвида Джонса. Через месяц, 18 июля, произошло сражение при Блэкбернс-Форд, где полк задействован не был.
21 июля произошло первое сражение при Булл-Ран. Полк использовался для охраны переправы Маклинс-Форд. Он не участвовал в боях, но попал под артиллерийский обстрел, при этом погибло 8 человек, а 23 человека были ранены.
В августе бригаду переформировали (вывели 5-й Южнокаролинский и ввели 13-й Миссисипский), передали её под командование Натана Эванса и отправили в Лисберг. 21 октября полк участвовал в сражении при Лисберге (оно же сражение при Бэллс-Блафф), где полковник Бёрт погиб в тот момент, когда лично вёл полк в атаку на федеральную батарею. 32 человека было потеряно убитыми и 63 ранеными.
17 ноября подполковник Гриффин получил звание полковника и возглавил полк, а капитан Вальтер Керни стал подполковником. 9 декабря полк был введён в миссисипскую бригаду Ричарда Гриффита вместе с 13-м, 17-м и 21-м миссисипскими полками.